# El diario de la señorita Sofía
El diario de la señorita Sofía fue escrito por la escritora china, Ding Ling en 1927, publicado por primera vez en la revista "Ficción mensual"  (小说月报). Es una novela escrita en género diario que describe los pensamientos, las emociones sobre la relación, sexualidad y revalorización del individuo de una mujer moderna china, la Señorita Sofía. El Diario de la Señorita Sofía es una obra notable en la evolución del papel de las mujeres en China durante la época marcada por el Movimiento de la Cultura Nueva y Movimiento del Cuatro de Mayo.

## Tema principal
El diario de la señorita Sofía relata la vida emocional de una mujer tuberculosa con una fuerte pasión erótica por un hombre. 
Gran parte del diario concierne a la atracción romántica y el deseo sexual de la señorita Sofía, e incluso revela su bisexualidad. En general, el diario muestra cambios rápidos de ánimo y perspectiva, y captura la ambivalencia compleja del sujeto sobre casi todo en su vida, lo que un estudioso llamó "el caos de la personalidad". 
El escrito ofrece una perspectiva heterodoxa sobre los aspectos básicos de la vida. Expresa opiniones francas y pocas halagüeñas del género masculino: " hipócrita, camandulero, cauteloso". . . "Hace mi piel gatear". . . "Bastardo". También muestra un lado poco halagador de las mujeres: cruel, duro, egoísta ("la noticia buena de que alguien se enfermó de mí") . . . "Salvajet". Aparece la moralidad tradicional en su cabeza: la cortesía de sus amigos Yunglin y Yufang es "sólo una de esas cosas extrañas, inexplicadas en la vida". 
El cuento muestra a una persona en toda su complejidad y contradicciones. Por ejemplo, muestra cómo la señorita Sofía es simultáneamente capaz de ejercer el poder sobre otros, y sin embargo es impotente. Un motivo recurrente es que ella tiene el poder de llamar la atención de los demás, pero no puede hacerles comprender a ella. , Se siente atraída por un hombre llamado Ling Jishi por su belleza física, pero es estimulado por la envidia de su amigo Weidi. Además, Ling Jishi tiene "la forma hermosa que adoro", pero un "alma barata y ordinario".
Además, la señorita Sofía tiene diversos grados de conciencia de su propia complejidad y contradicciones. La autora habla incluso a sus "lectores" y admite que el diario es sólo una versión  de su experiencia, y sólo otro ejercicio para controlar la atención de los demás.
La complejidad emocional del personaje se puede percibir por el hecho de que, en las frases finales del cuento, su estado de ánimo va desde "una angustia profunda ... una bagatela mera ... agonía ... excitación... risa a carcajadas, lo siento tanto por mí mismo ... patética ... "
Ding Ling usa este relato para criticar a la sociedad china por no acomodar a una mujer independiente como Sofía .

## Importancia histórica

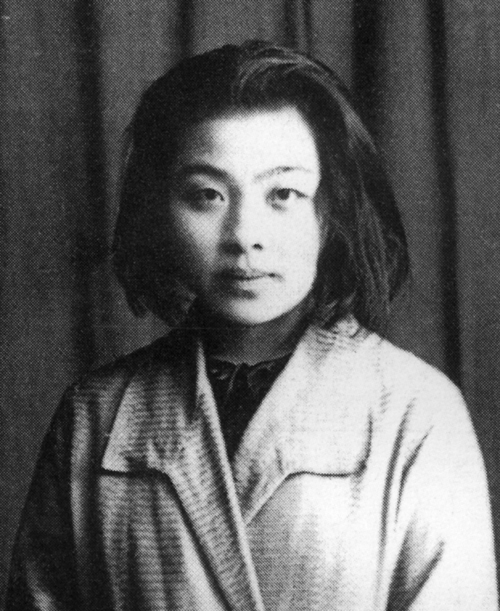
La autora Ding Ling en 1930.

Diario de la Señorita Sofia es un hito en el papel evolutivo de las mujeres en China durante la era marcada por el Movimiento de la Nueva Cultura y el Movimiento del Cuatro de Mayo.
Un subtexto del Diario de la señorita Sophia, que no se ha dicho hasta el final del cuento, es que hay una contradicción irreconciliable entre el instinto de ser atraído por alguien como Ling Jishi y el hecho de que él es irremediablemente no iluminado.
De igual importancia histórica es la naturaleza interior de la narrativa en el Diario de Señorita Sofía. A diferencia de otras narraciones de primera persona, incluso aquellas que usan el formato de "diario", como el Diario de un Hombre Loco de Lu Xun, el Diario de Señorita Sofía es inusual en la franqueza con la que revela las emociones de una persona real.
El diario de la Señorita Sofía es una obra abierta que permite comprender el desasosiego que acompaña la renuncia a los valores establecidos y la búsqueda e incorporación de valores modernos, así como la revalorización del individuo.